# Johann Ludwig Christ
Johann Ludwig Christ (* 18. Oktober 1739 in Öhringen; † 19. November 1813 in Kronberg im Taunus) war ein deutscher Pfarrer, Obstbauexperte und Insektenkundler.

Porträt

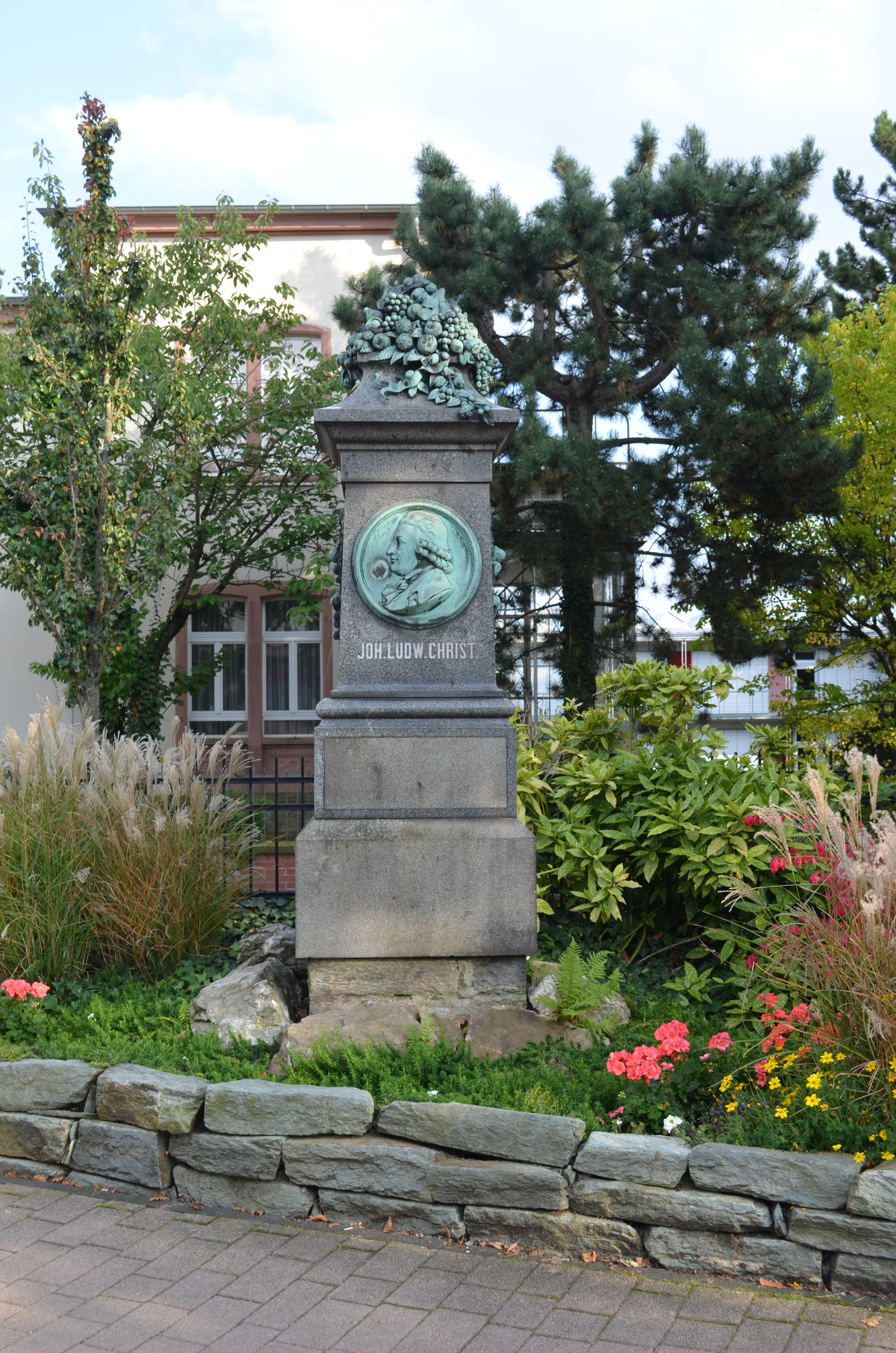
Denkmal für Johann Ludwig Christ in Kronberg

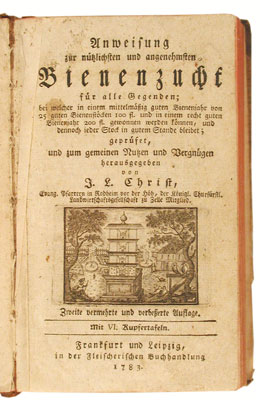
Frontispiz der Anweisung zur nützlichsten und angenehmsten Bienenzucht für alle Gegenden

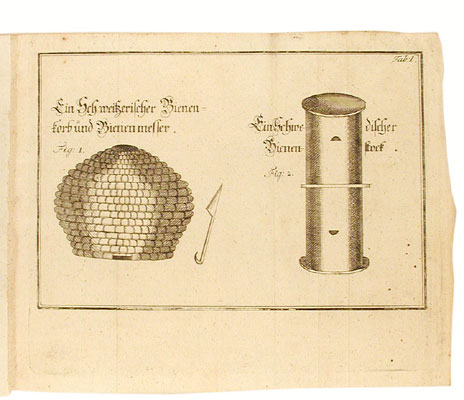
Abbildung aus der Anweisung zur nützlichsten und angenehmsten Bienenzucht für alle Gegenden

## Leben
Johann Ludwig Christ war der Sohn eines fürstlichen Schreibers in Öhringen und studierte in Tübingen, Erlangen und Altdorf bei Nürnberg Theologie, betrieb aber auch mathematische Wissenschaften. Als Prediger war er ab 1764 in dem heute zu Frankfurt gehörenden Bergen tätig, ab 1767 in Rüdigheim (heute Neuberg), 1776 in Rodheim (Stadtteil von Rosbach v. d. Höhe) und schließlich als lutherischer Pfarrer von 1786 bis zu seinem Tod in Kronberg im Taunus.
Neben seinem Beruf beschäftigte er sich in Theorie und Praxis intensiv mit verschiedenen Zweigen der Landwirtschaft, vor allem Obstbau und Bienenzucht. Er betrieb ausgedehnte Baumschulen und förderte durch Schulungen der Kleinbauern die Obstpflanzungen bei Kronberg, verfasste aber auch eine große Zahl von Schriften über den Obstanbau. Seine ausführlichen Arbeiten waren gleichermaßen fachlich fundiert, so dass sie über lange Jahre als Standardwerke der Pomologie galten, wie auch praxisnah geschrieben, wodurch sie eine ausgesprochene Popularität erzielten und ihm die Bezeichnung „Obstpfarrer“ einbrachten. Er beschäftigte sich auch mit technischen Aspekten, so erfand er einen Dörrofen „mit zirkulirenden Rauchgängen“ (1790), von denen in Kronberg entlang der Stadtmauer noch einige erhalten sind. In seiner 1791 veröffentlichten insektenkundlichen Schrift beschrieb er zahlreiche neue Arten der Hautflügler, wie die Gallische Wespe. Diesem Werk lagen teilweise erstmals Beobachtungen der lebenden Insekten zugrunde, die der Wissenschaft vorher nur anhand von Sammlungsstücken bekannt waren. Christ war auch der erste, der den Begriff „Bien“ für die Gesamtheit eines Bienenvolks im Jahr 1783 prägte.
Christ war nicht nur einer der bedeutendsten Pomologen und Bienenkundler seiner Zeit, sondern sah sich vor allem als volksnaher Lehrer, nicht zuletzt, um das karge Einkommen der Kleinbauern zu verbessern. Sein Ziel war es, die Obstbaukunde dem einfachen Volk näherzubringen, was ihm letztlich mit großem Erfolg gelang. In Kronberg selbst hatte er auch Gegner. Als sich Johann Klör 1791 bei einem Kronberger Bürger auf dem Weg zu einem Besuch nach ihm erkundigte, erhielt er die Auskunft, dass sein Weg vergebens sei, da Christ zwar schöne Bücher über den Obstbau und die Bienenzucht schreiben könne, aber praktisch nichts davon verstehe.
1813 starb Christ an dem als Hungerkrankheit bekannten Fleckfieber. Er wurde auf dem Alten Friedhof Kronberg begraben.
Einige Jahrzehnte nach seinem Tod wurde ihm in Kronberg das Denkmal Johann Ludwig Christ errichtet.

## Werke
- Anweisung zur nützlichsten und angenehmsten Bienenzucht für alle Gegenden, 1780 (4. Auflage 1803 im Internet Archive).
- Bienenkatechismus für das Landvolk, 1784.
- Güldenes ABC-Buch für die Bauern, 1787.
- Genaue und deutliche Beschreibung des vorzüglichsten Dörrofens mit zirkulirenden Rauchgängen, nach Zoll und Werkschuen des Rheinländischen Maasstabs, ca. 1790.
- Naturgeschichte, Klassification und Nomenclatur der Insekten vom Bienen, Wespen und Ameisengeschlecht, 1791 (Digitalisat).
- Der Baumgärtner auf dem Dorfe, 1792.
- Handbuch der Obstbaumzucht und Obstlehre, 1794 (3. Auflage 1804 im Internet Archive).
- Pomologisches praktisches Handwörterbuch, 1802.
- Allgemeines theoretisch-praktisches Wörterbuch über die Bienenkenntnis und Bienenzucht, 1805.
- Vollständige Pomologie, 1809–12.
- Allgemeines praktisches Gartenhandbuch über den Küchen- und Gartenbau, 1813.